# Przysucha (gmina)
Pour les articles homonymes, voir Przysucha.
Przysucha est une gmina urbaine-rurale (gmina miejsko-wiejska) ou mixte de la powiat de Przysucha, dans la Voïvodie de Mazovie, dans le centre-est de la Pologne.
Son siège administratif (chef-lieu) est la ville de Przysucha, qui se situe environ 98 kilomètres au sud de Varsovie (capitale de la Pologne).
La gmina couvre une superficie de 181,31 km2 pour une population de 12 436 habitants en 2006 avec une population de 6 245 habitants pour la ville de Przysucha et une population de la partie rurale de la gmina de 6 191 habitants.

## Histoire
De 1975 à 1998, la gmina est attachée administrativement à la voïvodie de Radom.

Depuis 1999, elle fait partie de la voïvodie de Mazovie.

## Géographie
Outre la ville de Przysucha, la gmina inclut les villages et localités de :

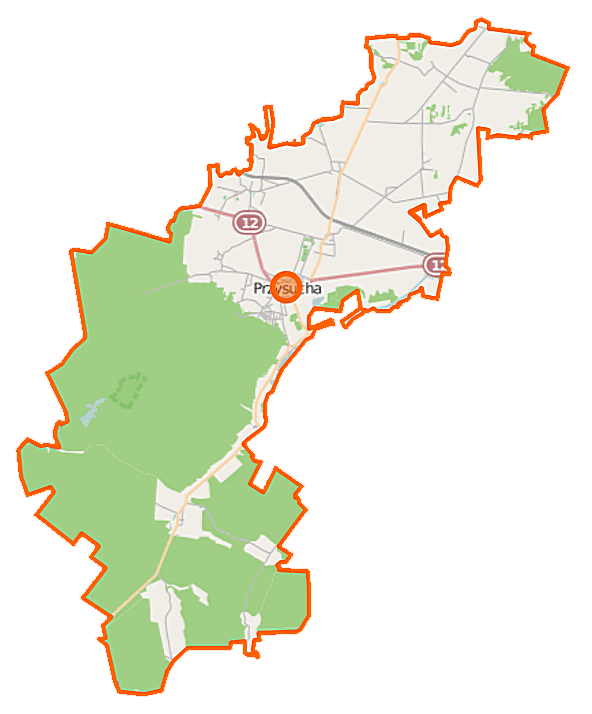
Plan de la gmina

- Beźnik
- Dębiny
- Długa Brzezina
- Gaj
- Głęboka Droga
- Gliniec
- Hucisko
- Jakubów
- Janików
- Janów
- Kolonia Szczerbacka
- Kozłowiec
- Krajów
- Kuźnica
- Lipno
- Mariówka
- Pomyków
- Ruski Bród
- Skrzyńsko
- Smogorzów
- Wistka
- Wola Więcierzowa
- Zawada
- Zbożenna

### Gminy voisines
La gmina de Przysucha est voisine des gminy suivantes :
- Borkowice
- Chlewiska
- Gielniów
- Gowarczów
- Końskie
- Potworów
- Przytyk
- Rusinów
- Stąporków
- Wieniawa

## Structure du terrain
D'après les données de 2002, la superficie de la commune de Przysucha est de 181,31 km2, répartis comme tel :
- terres agricoles : 39%
- forêts : 53%

La commune représente 22,64% de la superficie du powiat.

## Démographie
Données du 30 juin 2004 :
| Description        | Total  | Total | Femmes | Femmes | Hommes | Hommes |
| ------------------ | ------ | ----- | ------ | ------ | ------ | ------ |
| Unité              | Nombre | %     | Nombre | %      | Nombre | %      |
| Population         | 12 448 | 100   | 6 386  | 51,3   | 6 062  | 48,7   |
| Densité (hab./km²) | 68,7   | 68,7  | 35,2   | 35,2   | 33,4   | 33,4   |